# 洪克拉-德安比亚
洪克拉－德安比亚（西班牙語：Junquera de Ambía），是西班牙加利西亚自治区奥伦塞省的一个市镇。总面积60平方公里，总人口2004人（2001年），人口密度33人/平方公里。